# .ht
‎.ht‏ دامنه اینترنتی اختصاص داده شده به هاییتی است.